# Norowyn Altanchujag
Norowyn Altanchujag (mong. Норовын Алтанхуяг; ur. 1958 w Ulaangom) – mongolski polityk, pierwszy wicepremier Mongolii w latach 2008–2012, przewodniczący Partii Demokratycznej od 2 września 2008. P.o. premiera Mongolii od 28 października do 29 października 2009. Premier Mongolii od 10 sierpnia 2012 do 5 listopada 2014.

## Życiorys
Norowyn Altanchujag urodził się w 1958 w Ulaangom. W latach 1976–1981 studiował biofizykę na Narodowym Uniwersytecie Mongolii. Od 1992 do 1993 studiował administrację w Instytucie Rozwoju Administracji. Dodatkowo ukończył studia podyplomowe na Państwowym Uniwersytecie Moskiewskim oraz Uniwersytecie Humboldta.
Po zakończeniu nauki, w latach 1981–1990 pracował jako wykładowca na Państwowym Uniwersytecie Mongolii. W latach 1990–1992, 1994-1996 oraz 1999-2000 był sekretarzem generalnym Socjaldemokratycznej Partii Mongolii.
Od 1996 do 2000 zasiadał w parlamencie, w 1999 był przewodniczącym parlamentarnej Komisji Bezpieczeństwa i Polityki Zagranicznej. W latach 1998–1999 zajmował stanowisko ministra rolnictwa i przemysłu.
Od 2001 do 2003 był sekretarzem generalnym Partii Demokratycznej, sukcesorki Socjaldemokratycznej Partii Mongolii. W latach 2004–2006 pełnił funkcję ministra finansów w rządzie premiera Cachiagijna Elbegdordża.
W wyniku wyborów parlamentarnych z 29 czerwca 2008 powtórnie dostał się do parlamentu. Po rezygnacji z funkcji lidera Partii Demokratycznej przez Elbegdordża pod koniec sierpnia 2008 z powodu słabego wyniku wyborczego partii (26 mandatów), Altanchujag 2 września 2008 został wybrany jego następcą. Pod jego przywództwem Partia Demokratyczna postanowiła zawiązać wielką koalicję z Mongolską Partią Ludowo-Rewolucyjną (od 2010 występującą pod nazwą Mongolska Partia Ludowa). 19 września 2008 Norowyn Altanchujag objął stanowisko pierwszego wicepremiera w gabinecie premiera Sandżaagijna Bajara.
28 października 2009, po przyjęciu dymisji premiera Bajara z powodów zdrowotnych, parlament mianował Altanchujaga pełniącym obowiązki premiera do czasu powołania nowego szefa rządu. Tego samego dnia Mongolska Partia Ludowo-Rewolucyjna na stanowisko premiera mianowała ministra spraw zagranicznych Süchbaataryna Batbolda. 29 października 2009 parlament zatwierdził Batbolda na stanowisku szefa rządu.
W styczniu 2012 „wielka koalicja” dwóch partii została zerwana, w konsekwencji czego Altanchujag 27 stycznia 2012 opuścił stanowisko wicepremiera. W wyborach parlamentarnych 28 czerwca 2012 Partia Demokratyczna pod jego przywództwem odniosła zwycięstwo, zdobywając 31 spośród 76 mandatów. Ponieważ nie zdobyła bezwzględnej większości miejsc w parlamencie zawiązała koalicję z trzema mniejszymi partiami: skupionymi we wspólnej w koalicji Mongolską Partią Ludowo-Rewolucyjną (założoną w 2011) i Mongolską Narodową Partią Demokratyczną oraz Partią Zielonych. 10 sierpnia 2012 Norowyn Altanchujag został zaprzysiężony przez parlament na stanowisku nowego szefa rządu.